# Robert Baldwin
Robert Baldwin (ur. 12 maja 1804, zm. 9 grudnia 1858) – prawnik, kanadyjski polityk, reformator, zwolennik „odpowiedzialnego rządu”.

## Działalność
W 1830 Baldwin po raz pierwszy został deputowanym do parlamentu Górnej Kanady. Wkrótce potem stracił swoje miejsce. Wybrany ponownie w 1836, lecz razem z cała grupą deputowanych reformatorów demonstracyjnie złożył mandat w proteście przeciw autokratycznym rządom gubernatora generalnego Archibalda Achesona.
Choć Baldwin popierał republikańskie dążenia Mackenziego, przywódcy rebelii w Górnej Kanadzie, to odciął się od samej rebelii.
Po uchwaleniu Unii (1840) został powołany do rady przy gubernatorze, nie posiadając jednak realnych wpływów na politykę ustąpił z niej. Wraz z Louisem La Fontaine w stworzył rząd działający w latach 1842–1843. Mimo krótkiego okresy sprawowania władzy rządowi udało się przeprowadzić szereg istotnych reform. Między innymi: reforma systemu szkolnego, nowy system mianowania urzędników państwowych oraz przeniesienie stolicy Unii z Kingston do Montrealu. Gabinet reformatorski złożył rezygnację 26 listopada 1843. Baldwin przeszedł do opozycji, w której pozostał do 1851, kiedy to został zaproszony do udziału w kolejnym rządzie reformatorskim. Drugi rząd Baldwina-La Fontaine zdobył sobie miano Wielkiego Ministerstwa – Great Ministry. Największymi dokonaniami tego rządu były: reforma systemu sądowniczego, powołanie Uniwersytetu w Toronto i akt amnestii wobec rebaliantów. Po krótkim urzędowaniu rząd podał się do dymisji, a Baldwin wycofał się z polityki.